# Upplands runinskrifter Fv1973;197A
Upplands runinskrifter Fv1973;197A är en vikingatida ristad sten av granit under golvet i De Geerska gravkoret, Uppsala domkyrka, Uppsala och Uppsala kommun. Ristningen är rent ornamental. Den del av stenen som frilades 1972, vid påträffandet, är 1,71 gånger 34 centimeter. Stenen är återigen täckt av golvplattor.